# Selección de fútbol playa de Panamá
La Selección de fútbol playa de Panamá es el equipo que representa al país en la Copa Mundial de Fútbol Playa de FIFA y en el Campeonato de Fútbol Playa de Concacaf; y es controlada por la FEPAFUT.

## Estadísticas

### Copa Mundial de Fútbol Playa FIFA
| Copa Mundial de Fútbol Playa FIFA | Copa Mundial de Fútbol Playa FIFA | Copa Mundial de Fútbol Playa FIFA | Copa Mundial de Fútbol Playa FIFA | Copa Mundial de Fútbol Playa FIFA | Copa Mundial de Fútbol Playa FIFA | Copa Mundial de Fútbol Playa FIFA | Copa Mundial de Fútbol Playa FIFA |
| Año                               | Ronda                             | J                                 | G                                 | G+                                | P                                 | GF                                | GC                                |
| --------------------------------- | --------------------------------- | --------------------------------- | --------------------------------- | --------------------------------- | --------------------------------- | --------------------------------- | --------------------------------- |
| 2005 - 2013                       | No participó                      | No participó                      | No participó                      | No participó                      | No participó                      | No participó                      | No participó                      |
| 2015                              | No clasificó                      | No clasificó                      | No clasificó                      | No clasificó                      | No clasificó                      | No clasificó                      | No clasificó                      |
| 2017                              | Fase de grupos                    | 3                                 | 0                                 | 0                                 | 3                                 | 4                                 | 14                                |
| 2019                              | No clasificó                      | No clasificó                      | No clasificó                      | No clasificó                      | No clasificó                      | No clasificó                      | No clasificó                      |
| 2021                              | No clasificó                      | No clasificó                      | No clasificó                      | No clasificó                      | No clasificó                      | No clasificó                      | No clasificó                      |
| 2024                              | No clasificó                      | No clasificó                      | No clasificó                      | No clasificó                      | No clasificó                      | No clasificó                      | No clasificó                      |
| 2025                              | No clasificó                      | No clasificó                      | No clasificó                      | No clasificó                      | No clasificó                      | No clasificó                      | No clasificó                      |
| Total                             | 1/12                              | 3                                 | 0                                 | 0                                 | 3                                 | 4                                 | 14                                |

### Campeonato de Fútbol Playa de Concacaf
| Campeonato de Fútbol Playa de Concacaf | Campeonato de Fútbol Playa de Concacaf | Campeonato de Fútbol Playa de Concacaf | Campeonato de Fútbol Playa de Concacaf | Campeonato de Fútbol Playa de Concacaf | Campeonato de Fútbol Playa de Concacaf | Campeonato de Fútbol Playa de Concacaf | Campeonato de Fútbol Playa de Concacaf |
| Año                                    | Ronda                                  | J                                      | G                                      | G+                                     | P                                      | GF                                     | GC                                     |
| -------------------------------------- | -------------------------------------- | -------------------------------------- | -------------------------------------- | -------------------------------------- | -------------------------------------- | -------------------------------------- | -------------------------------------- |
| 2006 - 2013                            | No participó                           | No participó                           | No participó                           | No participó                           | No participó                           | No participó                           | No participó                           |
| 2015                                   | Fase de grupos                         | 3                                      | 1                                      | 0                                      | 2                                      | 17                                     | 13                                     |
| 2017                                   | Campeón                                | 6                                      | 3                                      | 2                                      | 1                                      | 25                                     | 17                                     |
| 2019                                   | Cuarto lugar                           | 6                                      | 4                                      | 0                                      | 2                                      | 29                                     | 20                                     |
| 2021                                   | Cuartos de final                       | 3                                      | 1                                      | 0                                      | 2                                      | 14                                     | 10                                     |
| 2023                                   | Cuartos de final                       | 4                                      | 2                                      | 0                                      | 2                                      | 14                                     | 16                                     |
| Total                                  | 5/10                                   | 20                                     | 11                                     | 2                                      | 9                                      | 99                                     | 76                                     |

### Copa Centroamericana de Fútbol Playa
| Año   | Resultado    | PJ           | PG           | PE           | PP           | GF           | GC           |
| ----- | ------------ | ------------ | ------------ | ------------ | ------------ | ------------ | ------------ |
| 2014  | No participó | No participó | No participó | No participó | No participó | No participó | No participó |
| 2016  | Tercer lugar | 3            | 1            | 0            | 2            | 19           | 26           |
| 2018  | Subcampeón   | 3            | 1            | 1            | 1            | 12           | 10           |
| Total | 2/3          | 6            | 2            | 1            | 3            | 31           | 36           |

## Últimos y próximos encuentros
| Fecha               | Ciudad   | Local          |                           | Partido        |                              | Visitante         | Racha | Competición                     |
| ------------------- | -------- | -------------- | ------------------------- | -------------- | ---------------------------- | ----------------- | ----- | ------------------------------- |
| 1 de marzo de 2025  | Huatulco | México         | Bandera de México         | 2:0            | Bandera de Panamá            | Panamá            | No    | Partido amistoso                |
| 11 de marzo de 2025 | Nasáu    | Bahamas        | Bandera de Bahamas        | 2:2 (3:4 pen.) | Bandera de Panamá            | Panamá            |       | Campeonato de Fútbol Playa 2025 |
| 12 de marzo de 2025 | Nasáu    | Panamá         | Bandera de Panamá         | 5:3            | Bandera de Trinidad y Tobago | Trinidad y Tobago | Sí    | Campeonato de Fútbol Playa 2025 |
| 13 de marzo de 2025 | Nasáu    | Estados Unidos | Bandera de Estados Unidos | 5:1            | Bandera de Panamá            | Panamá            | No    | Campeonato de Fútbol Playa 2025 |

## Ranking BSWW
- 2016: 75.º
- 2017: 27.º[1]

## Entrenador
| Nombre         | Periodo       | País               |
| -------------- | ------------- | ------------------ |
| Schubert Pérez | 2017-2022     | Bandera de Uruguay |
| Jorge González | 2023-presente | Bandera de Panamá  |